# Cathy McGowan (DJ)
Cathy McGowan (geb. 1943) ist eine britische Moderatorin und Journalistin. Sie wurde als Moderatorin der Fernsehrockshow Ready Steady Go! bekannt.

## Ready Steady Go!
Ready Steady Go! (RSG) wurde erstmals im August 1963 ausgestrahlt. Die neue Sendung fiel mit dem Aufstieg der Beatles in Britannien und der Welt zusammen. Ein Historiker für Fernsehgeschichte fasste in den 1970er zusammen “the revolution had the greatest possible effect on television … and hindsight commentators were to see the year (1963) as a line of demarcation drawn between one kind of Britain and another” (deutsch: „Die Revolution hatte den größtmöglichen Effekt auf das Fernsehen … und rückblickend sehen Kommentatoren das Jahr (1963) als Demarkationslinie zwischen dem einen Britannien und dem anderen“)
Mit seinem Slogan “the weekend starts here” (deutsch: „hier beginnt das Wochenende“) wurde RSG Freitags von 18:00 bis 19:00 Uhr gezeigt. Der ursprünglichen Moderator war Keith Fordyce (1928–2011), ein treuer Anhänger der BBC Light Programme und von Radio Luxembourg. Zu ihm stießen 1964 Cathy McGowan und Michael Aldred. McGowan wurde als Beraterin aus 600 Bewerbern ausgewählt. Sie arbeitete zuvor in der Modeabteilung des britischen Wochenmagazins Woman's Own. Es wird behauptet, sie hätte sich die Rolle in einem Kopf-an-Kopf-Rennen mit der Journalistin Anne Nightingale gesichert, die später Moderatorin bei BBC Radio 1 wurde. Elkan Allan (1922–2006), ausführender Produzent von RSG und Unterhaltungschef beim Kabelnetzwerk Rediffusion, soll am Ende des Bewerbungsgesprächs gefragt haben, ob Sex, Musik oder Mode am wichtigsten für Teenager seien. McGowan soll „Mode“ geantwortet haben.
McGowan schien im Rhythmus der Zeit zu schwingen. Eric Burdon von den Animals nannte sie “the girl of the day” (deutsch: „das Mädchen des Tages“). McGowan erhielt wegen ihres Sinns für Mode den Spitznamen “Queen of the Mods” (deutsch: „Königin der Mods“). (Diesen Titel erhielten auch andere, wie Dusty Springfield und in Neuseeland Dinah Lee.) Viel ihrer Attraktivität machte aus, dass sie im Alter der Zuschauer von RSG war. Junge Frauen sahen sie als Rollenmodell an. Junge Männer waren von ihren Outfits angezogen. Laut ihrem Biografen Jerry Oppenheimer war Anna Wintour war unter den Teenagern, die von der Show in die Mode eingeführt wurden. Sie wurde später Herausgeberin der US-amerikanischen Mode-Zeitschrift Vogue. Auch Lesley Hornby, die mehr unter ihrem Spitznamen Twiggy bekannt wurde, sah McGowan als ihre Heldin an: “I'd sit and drool over her clothes. She was a heroine to us because she was one of us” (deutsch: „Ich wollte mich hinsetzen und auf ihre Kleidung sabbern. Sie war für uns eine Heldin, weil sie eine von uns war.“)
Die gleiche Empathie erstreckte sich auf die Künstler, die McGowan interviewte. Donovan hatte seinen Karrierestart 1965 bei RSG. Er erinnerte sich an McGowan als die “young Mary Quant-look hostess” (deutsch: „junge Hostess im Mary Quant-Look“). Quant war die führende britische Verfechterin des Minirocks, den McGowan half, bekannt zu machen. Donovan und McGowan entwickelten einen „Easy-going“-Stil von Fernsehgesprächen. Der Sozialhistoriker Dominic Sandbrook sagte:

“The show's most celebrated presenter, McGowan was the same age as the national audience; she wore all the latest trendy shifts and mini-dresses; and she spoke with an earnest, ceaseless barrage of teenage slang, praising whatever was 'fab' or 'smashing', and damning all that was 'square' or 'out'. 'The atmosphere', one observer wrote later, 'was that of a King's Road party where the performers themselves had only just chanced to drop by'.”

„Die gefeiertste Moderatorin der Show, McGowan, war so alt wie das nationale Publikum; sie trug die neuesten trendigste Hemden und Minikleider; und sie sprach mit einer ernsten, unaufhörlichen Flut von Teenager-Slang, lobte alles, was „fabelhaft“ oder „klasse“ war, und verdammte alles, was „eckig“ oder „out“ war. „Die Atmosphäre“, schrieb ein Beobachter später, „war die einer King's-Road-Party, bei der die Darsteller selbst nur zufällig vorbeigeschaut hatten.““

McGowan war ein Fan der Modekette Biba, deren erster Laden im September 1964 eröffnet wurde. Sie hatte zudem ihre eigene Modelinie bei der Kaufhauskette British Home Stores. McGowan empfahl das tragbare Make-up-Set „Cathy's Survival Kit“. Barbara Hulanicki, die Biba gegründet hatte, beobachtete, dass “the girls aped Cathy's long hair and eye-covering fringe and soon their little faces were growing heavy with stage make-up” (deutsch: „die Mädchen Cathys lange Haare und die Augen bedeckenden Pony nachahmten und ihre kleinen Gesichter bald stark mit Bühnen-Makeup zuwuchsen“). Julia Dykins, Halbschwester von John Lennon von den Beatles, erinnerte sich, dass sie, obgleich sie schwarzes Augen-Make-up, einen schwarzen Rollkragenpullover und gefärbte schwarze Jeans „à la Cathy McGowan“ trug, die Türsteher des Cavern Club in Liverpool, wo die Beatles Bekanntheit erlangten, nicht überzeugen konnte, dass sie über 18 war, dem Mindestzutrittsalter. Es wird behauptet, dass die Gründung einer „Britischen Gesellschaft für die Rettung des Minikleids“ im Jahr 1966 von McGowan inspiriert wurde, weil sie angedeutet hatte, dass sie bei RSG ein langes Kleid tragen würde.
Nach Fordyces Rückzug im März 1965 moderierte McGowan RSG weiter, bis die Sendung am 23. Dezember 1966 zum letzten Mal lief. Eine Entscheidung von 1965, dass Künstler live auftreten sollten gab ihr eine Unmittelbarkeit, die ihr länger laufender BBC-Rivale Top of the Pops (1964–2006) niemals erreichte. Obwohl RSGs Stern begonnen hatte zu sinken, war es ein „Kultprogramm“ geworden, dessen Einfluss auf die Musik und, durch McGowan, auf die Swinging Sixties weithin anerkannt wurde. Wie Sandbrook es zusammenfasste, konnte “Thanks to the enthusiastic salesmanship of McGowan and her fellow presenters, the emerging youth culture that had once been confined to the capital [London] or to the great cities could now be seen and copied almost immediately from Cornwall to the Highlands” (deutsch: „Dank der enthusiastischen Verkaufsfreude von McGowan und ihren Moderatorenkollegen die aufkommende Jugendkultur, die einst auf die Hauptstadt [London] oder auf die großen Städte beschränkt war, nun fast sofort von Cornwall bis in die Highlands gesehen und kopiert werden“). Der Musiker und Jazzkritiker George Melly sagte, dass RSG “made pop music work on a truly national scale ... It was almost possible to feel a tremour of pubescent excitement from Land's End to John O'Groats” (deutsch: „die Popmusik auf wirklich nationaler Ebene zum Funktionieren brachte ... Von Land’s End bis John o’ Groats war es fast möglich, eine Aufregung der Pubertierenden zu spüren“).
McGowan, eine 1,64 m große Dunkelhaarige, modelte zudem und moderierte eine Radiosendung bei Radio Luxembourg.

## NachReady Steady Go!
Nach dem Absetzen von RSG begann McGowans Stern zu schwinden. Mit einer Illustration hat die britische Wochenzeitung Sunday Times, bei einer Vorschau auf einer Ausstellung von Fotos von Patrick, Earl of Lichfield 40 Jahre später, Queens Verwendung seiner Bilder 1967 beschrieben:

“[Lichfield] was … a great one for persuading people to join in, even if the outcome was not always the one they expected. In the 1960s he took a series of group portraits for Queen magazine supposedly documenting the movers and shakers of the time – except that some, such as Jonathan Aitken and Cathy McGowan, were deemed not to be "in", and were labelled as "out" in the magazine. But Lichfield, with his impeccable manners, refused to upset his subjects by letting them know that in advance.”

„[Lichfield] war … großartig darin, Menschen zum Mitmachen zu bewegen, auch wenn das Ergebnis nicht immer das war, was sie erwarteten. In den 1960er Jahren fertigte er eine Reihe von Gruppenporträts für die Zeitschrift Queen an, die angeblich die Macher jener Zeit dokumentieren sollten - nur das einige, wie Jonathan Aitken und Cathy McGowan, als nicht "in" galten und in der Zeitschrift als "out" bezeichnet wurden. Doch Lichfield mit seinen tadellosen Manieren weigerte sich, seine Models zu verärgern, und ließ es sie im Voraus wissen.“

Im Jahr 1978 wurde McGowan jedoch Tribut gezollt: Der Song Ready Steady Go der englischen Punkband Generation X enthielt die Zeile “I'm in love with Cathy McGowan” (deutsch: „Ich liebe Cathy McGowan“). Die Single schaffte es auf Platz 47 der britischen Charts. Der Sozialhistoriker Alwyn W. Turner hat „die Hymne der Band auf McGowan“ als Beispiel für die Abstammung des Punk gegenüber der Mod-Kultur angeführt. Sie war auch prominent im Video zu Elton Johns Hit Part-Time Love von 1978 zu sehen. Sie kannte John schon seit den 1960er Jahren. Er war als Reg Dwight Mitglied von Bluesology, der Backing-Band von Long John Baldry.

### Spätere Arbeit
McGowan setzte ihre Tätigkeit in den Bereichen Journalismus und Rundfunk fort. Sie war Vorstandsmitglied des Londoner Capital Radio, als dieses 1973 gegründet wurde. In den späten 1980er Jahren arbeitete sie für BBCs Newsroom South East und spezialisierte sich dort auf Unterhaltung. Sie interviewte viele Prominente. Darunter waren einige, die sie in den 1960er Jahren gekannt hatte. Zu den anderen gehören der Sänger Michael Ball, der ihr Partner wurde, und Debbie Harry von Blondie, die sie als die schönste Frau beschrieb, die sie je getroffen hatte. 1991 moderierte McGowan zusammen mit dem Komiker Alexei Sayle und dem Moderator Jonathan Ross eine Show britischer Komiker anlässlich des 30-jährigen Bestehens von Amnesty International.

## Familie
1970 heiratete McGowan den Schauspieler Hywel Bennett. Sie hatten eine Tochter, Emma. Die Ehe wurde 1988 aufgelöst. Seit Anfang der 1990er Jahre war sie mit Michael Ball zusammen. Ball ist Pate von McGowans Enkel Connor.
McGowans Bruder John McGowan war 1965 DJ bei King Radio, einem Piratensender, der aus einem Fort an der Mündung der Themse sendete.